# 주슬로베니아 대한민국 대사관
주슬로베니아 대한민국 대사관(슬로베니아어: Veleposlaništvo Republike Koreje v Sloveniji)은 슬로베니아 류블랴나에 개설된 대한민국 외교부 소속의 대사관이다.

## 역사
대한민국은 1992년 4월 15일에 슬로베니아를 주권 국가로 승인했으며 슬로베니아는 1992년 11월 18일에 대한민국과 수교했다. 슬로베니아 정부에서는 대한민국 주재 공관 개설 이전까지 주일본 슬로베니아 대사관이 대한민국을 겸임해 왔고 대한민국 정부에서도 슬로베니아 주재 공관 개설 이전까지 주오스트리아 대한민국 대사관 겸 주빈 국제 기구 대표부가 슬로베니아를 겸임해 왔다.
슬로베니아 정부는 2021년에 대한민국 주재 대사관을 개설하기로 결정했고 2022년 11월 25일을 기해 주한 슬로베니아 대사관이 정식 개관했다. 이에 대한민국 정부에서도 2023년 11월 7일에 주슬로베니아 대사관 개설을 결정했다. 2025년 1월 31일에는 최상목 대한민국 대통령 권한대행 겸 경제부총리가 배일영 초대 주슬로베니아 대한민국 대사에게 신임장을 봉정했고 2025년 2월 20일에 배일영 대사가 나타샤 피르츠 무사르 슬로베니아 대통령에게 신임장을 제정하면서 주슬로베니아 대한민국 대사관이 정식 개관했다.

## 같이 보기
- 주한 슬로베니아 대사관
- 대한민국-슬로베니아 관계